# Тарново-Подгурне (гміна)
Гміна Тарново-Подгурне (пол. Gmina Tarnowo Podgórne) — сільська гміна у північно-західній Польщі. Належить до Познанського повіту Великопольського воєводства.
Станом на 31 грудня 2011 у гміні проживало 22301 особа.

## Територія
Згідно з даними за 2007 рік площа гміни становила 101.40 км², у тому числі:
- орні землі: 79.00%
- ліси: 7.00%

Таким чином, площа гміни становить 5.34% площі повіту.

## Населення
Станом на 31 грудня 2011:
| Опис     | Загалом | Загалом | Чоловіки | Чоловіки | Жінки | Жінки |
| -------- | ------- | ------- | -------- | -------- | ----- | ----- |
| одиниця  | осіб    | %       | осіб     | %        | осіб  | %     |
| все      | 22301   | 100     | 10791    | 48.39    | 11510 | 51.61 |
| міське   | 0       | 100     | 0        |          | 0     |       |
| сільське | 22301   | 100     | 10791    | 48.39    | 11510 | 51.61 |

## Сусідні гміни
Гміна Тарново-Подгурне межує з такими гмінами: Бук, Допево, Душники, Казьмеж, Рокетниця.

## Міста-партнери
Має партнерські зв'язки з українським містом:
- Кам'янець-Подільський